# Paul Zobel
Paul Zobel (* 13. März 1891 in Berlin; † 22. März 1945 im KZ Dachau) war ein deutscher Redakteur, Kommunist und Widerstandskämpfer.

## Leben

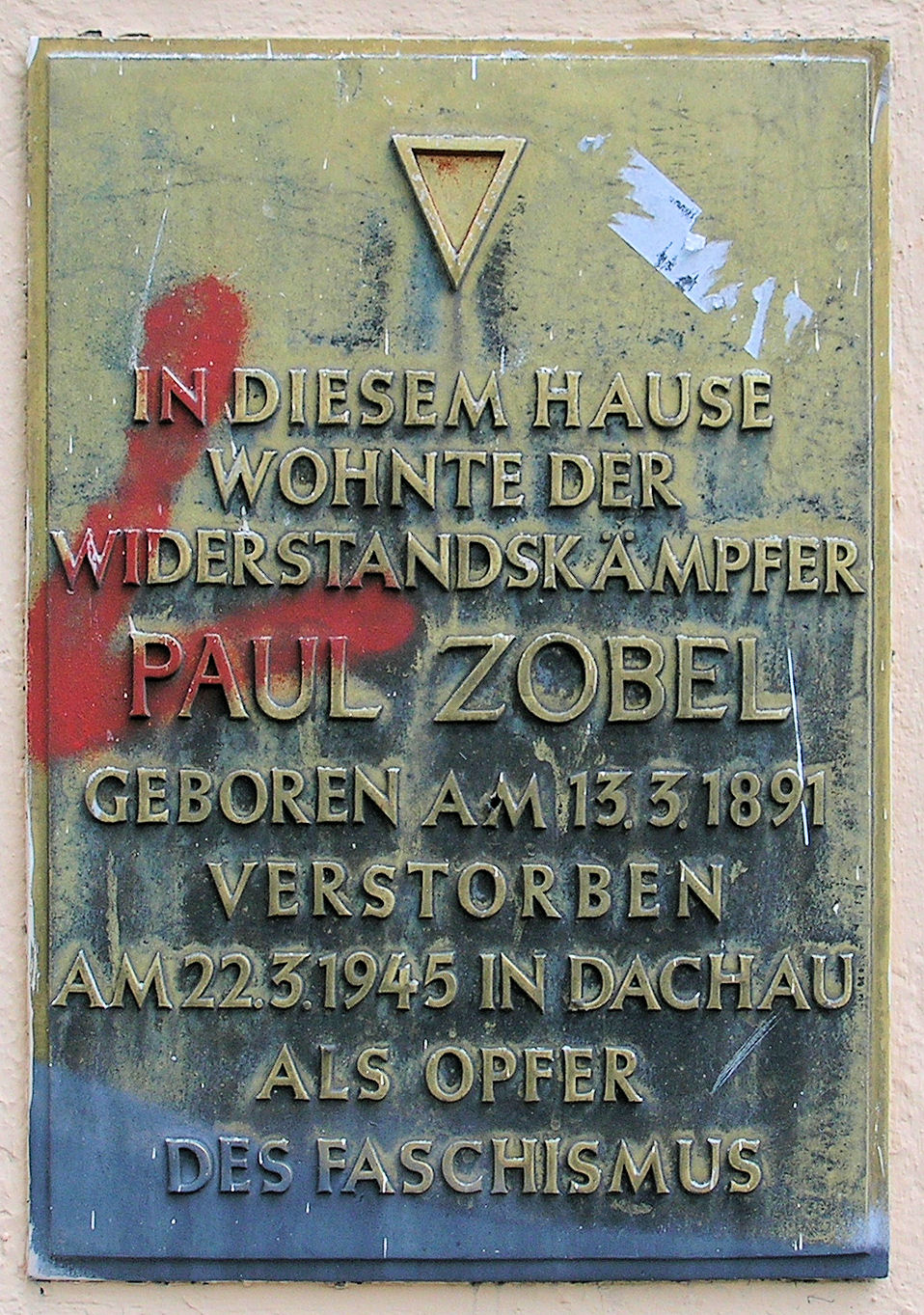
Gedenktafel am Haus Berliner Straße 79 in Berlin-Pankow

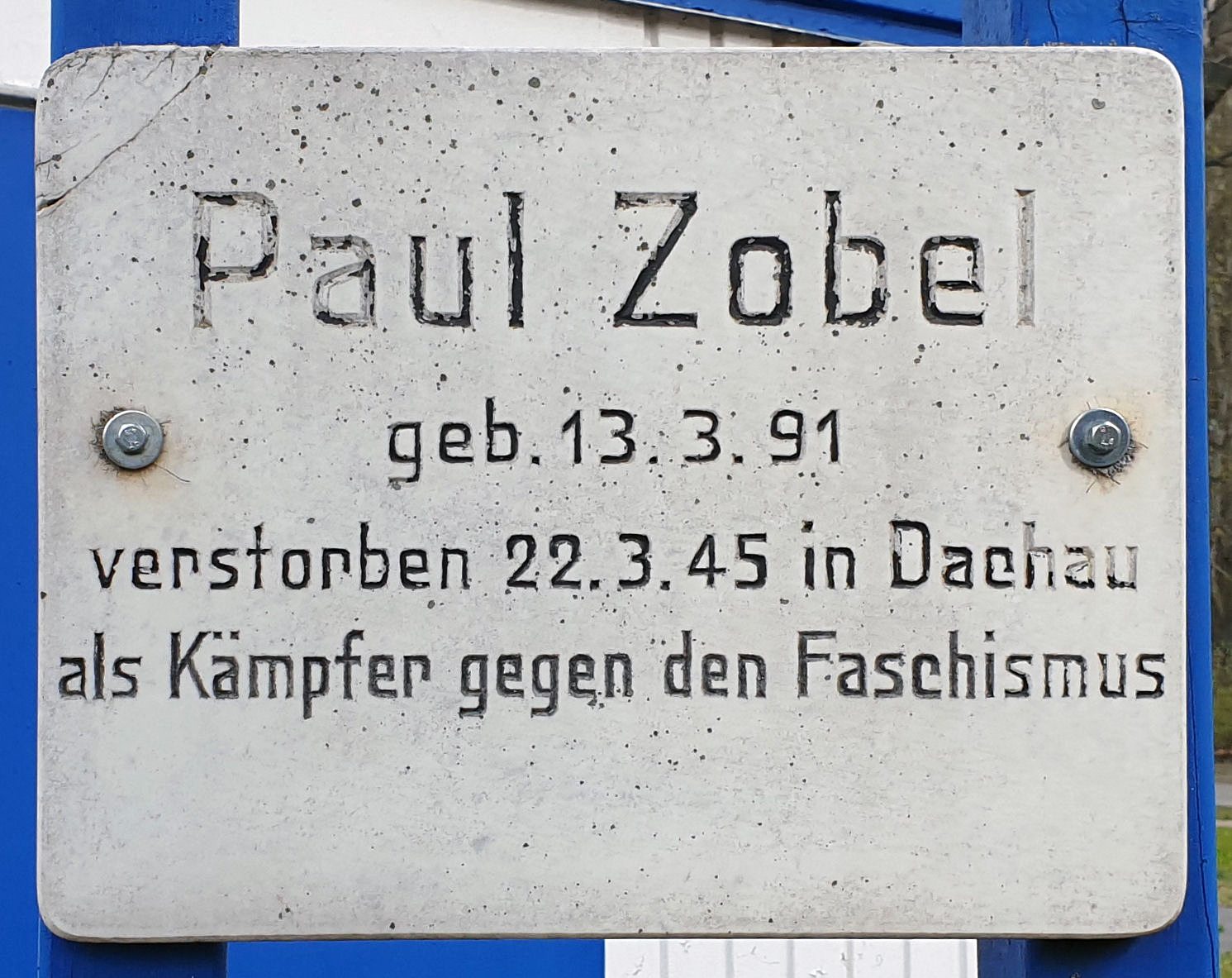
Gedenktafel auf dem Paul-Zobel-Sportplatz, in Berlin-Niederschönhausen

Paul Zobel war der Sohn eines Kutschers. Nach dem Besuch der Volksschule arbeitete er als Botenjunge für einen Verlag, um sich die Ausbildung an einer kaufmännischen Schule selbst zu finanzieren. Dadurch qualifizierte er sich so weit, dass er bei diesem Verlag als Redakteur und Hersteller beschäftigt wurde.
Während des Ersten Weltkriegs wurde er vier Jahre lang als Sanitäter im Krieg gegen Russland eingesetzt. Durch die dort gesammelten Erfahrungen engagierte er sich nach seiner Rückkehr nach Berlin ab 1919 in revolutionären Organisationen und wurde Mitglied der KPD.
Seit seiner frühesten Kindheit interessierte sich Paul Zobel für Leichtathletik. Er wurde 1906 aktiv im Arbeitersportverein Fichte und engagierte sich auch in der Dachorganisation, dem Arbeiter-Turn-und-Sport-Bund. Dort baute er die Fußballabteilung mit auf. Er war einer der Sprecher des linken Flügels des ATSB. Nach 1919 organisierte er den Arbeitersport in Berlin mit und wurde Vorsitzender des Arbeitersportkartells in Berlin Prenzlauer Berg sowie Leiter der Märkischen Spielvereinigung. Von Herbst 1923 bis zum Sommer 1926 war er als Hersteller bzw. Geschäftsführer des KPD-Verlages Vereinigung Internationaler Verlagsanstalten tätig und arbeitete dann in der Sportpolitischen Abteilung beim ZK der KPD. Er wurde zu einem bedeutenden Theoretiker und Politiker der internationalen Roten Sportbewegung. 1924 war er Delegierter auf dem III. Weltkongress der Roten Sportinternationalen und wurde in deren Plenum gewählt.
Im November 1927 erhielt er wegen „Herausgabe revolutionärer Literatur“ eine Freiheitsstrafe durch die politische Justiz der Weimarer Republik. Als aus politischen Gründen Verurteilter erhielt er Festungshaft, die er in Gollnow verbringen musste, bis er 1928 für die KPD in den Preußischen Landtag gewählt wurde. Als Vertreter des Wahlkreises 2 (Berlin) gehörte er dem Parlament bis zum Ablauf der vierten Legislaturperiode 1933 an.
In der Nacht des Reichstagsbrandes wurde er 1933 verhaftet und bis zum Ende des Jahres im KZ Sonnenburg in „Schutzhaft“ genommen. Nach seiner Entlassung beteiligte er sich an der Herstellung illegaler Flugblätter und Broschüren. Über Hermann Tops stand er mit der von Robert Uhrig geleiteten Widerstandsorganisation in Verbindung und nach deren Verhaftung über Bernhard Almstadt mit der Saefkow-Jacob-Bästlein-Organisation. Im Juli 1944 wurde diese durch Gestapo-Spitzel verraten und auch Paul Zobel wurde verhaftet. Im KZ Dachau starb er an den Folgen der Folterungen, die er durch deutsche Polizisten erlitten hatte.

## Ehrungen
- In Berlin-Lichtenberg wurde die Paul-Zobel-Straße nach ihm benannt.[2]
- In Berlin-Pankow, Hermann-Hesse-Straße, gibt es den Paul-Zobel-Sportplatz, Spielstätte des VfB Einheit zu Pankow, am Gebäude der Geschäftsstelle ist eine Gedenktafel angebracht.
- Über viele Jahrzehnte trug die Polytechnische Oberschule (POS) in der Thulestraße in Berlin-Pankow (heute Trelleborg-Schule) seinen Namen.